# Assistência Médica Ambulatorial
AMA (Assistência Médica Ambulatorial) é uma unidade ambulatorial pública do município de São Paulo.
Foram criadas para atendimentos não agendados de casos de pequena complexidade nas áreas de clínica médica, pediatria e cirurgia geral ou ginecologia.
Além de consultas médicas, as AMAs realizam exames, como tomografia computadorizada e mamografia, e pequenas cirurgias.
Criadas pela prefeitura após o ano de 2005 e administradas pela Prefeitura de São Paulo e órgãos privados, as AMAs têm o objetivo de desafogar os pronto-socorros dos hospitais. São ao todo 121 AMAs espalhadas por São Paulo, acopladas nas Unidades Básicas de Saúde (UBSs). São três AMAs no Centro, 53 na Zona Leste, 22 na Zona Norte, seis na Zona Oeste e 36 na Zona Sul.